# Tarnhelm

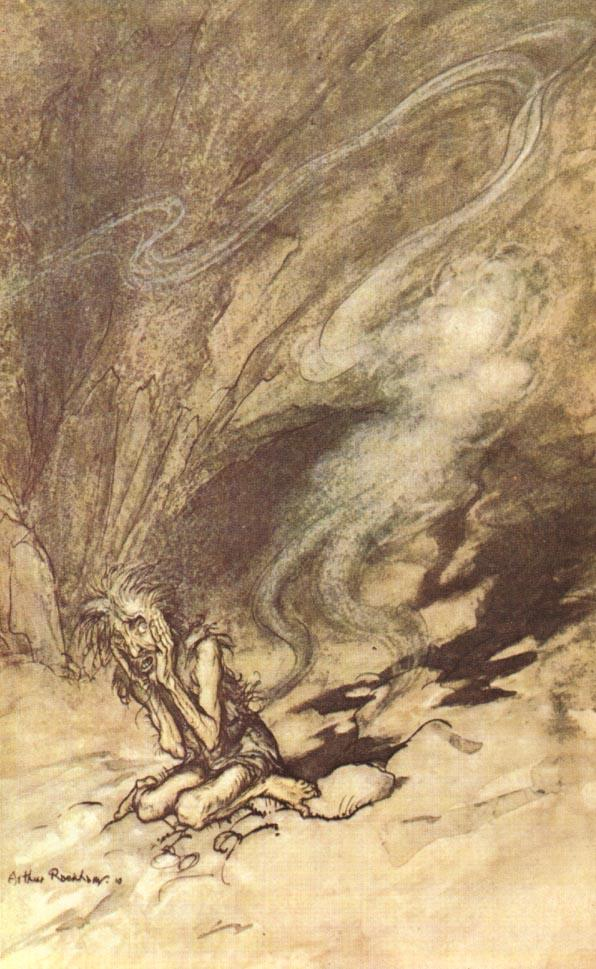
Alberich se coloca el Tarnhelm y desaparece; ilustración por Arthur Rackham para El oro del Rin de Richard Wagner.

Tarnhelm es el nombre de un yelmo mágico usado en la ópera El anillo del nibelungo, de Richard Wagner. Es usado como un manto de invisibilidad por Alberich en El oro del Rin. También tiene el poder de cambiar el aspecto de quien lo use:
- Alberich se transforma en dragón y luego en rana, en la tercera escena de El oro del Rin.
- Fafnir se transforma en dragón al final de El oro del Rin y así se mantiene hasta el segundo acto de Sigfrido.
- Sigfrido toma la figura de Gunther en El ocaso de los dioses, durante la tercera escena del primer acto.

Finalmente, el yelmo mágico  permite viajar "instantáneamente " a la velocidad del pensamiento , cualquier distancia , en el urdido del   - espacio tiempo- así lo hace Sigfrido en El ocaso de los dioses, en la segunda escena del segundo acto.
- Datos: Q7686415